# Faro di Capo Spartel
Il faro di Capo Spartel è un faro situato a Capo Spartel, a nord-ovest della città di Tangeri nella regione di Tangeri-Tetouan-Al Hoceima, in Marocco. È gestito dall'autorità marittima del ministero dei trasporti del Marocco.

## Storia
Costruito nel 1861 ed entrato in servizio nel 1864, la struttura si compone di una torre quadrata realizzata in muratura a cui è collegata una casa a due piani e la residenza del guardiano del faro. La costruzione fu voluta dal Sultano Mohammed III.